# ジャン＝ピエール・ドラッカー
ジャン＝ピエール・ドラッカー（Jean-Pierre "Jempy" Drucker、1986年9月3日 - ）は、ルクセンブルク、サンドワイウレ出身の自転車競技（ロードレース）選手。元はシクロクロスの選手。ドリュケールとも表記される。

## 経歴
ジュニア時代からシクロクロスの国内レースで優勝を重ねる。
2004年、フィデア ・サイクリングチームにてキャリアを積む。
2008年、ルクセンブルク代表として世界選手権ロードレースへ出場するが、リタイアに終わる。
2009年、チーム・ディフェルダンジュへ移籍。
2011年、ワンティ・グループゴベールへ移籍し、本格的にロードレースのキャリアをスタートする。
2015年、BMC・レーシングチームへ移籍。遅咲きのエーススプリンターはライドロンドン＝サリー・クラシックにてワンデーレース初優勝を挙げた。
2016年ブエルタ・ア・エスパーニャ第16ステージにて集団スプリントを制し、ワールドツアー及びグランツール初勝利を挙げた。
2019年、ボーラ・ハンスグローエに移籍。

## 主な戦績

### 2001年
- ルクセンブルク選手権デビュー　優勝（シクロクロス）

### 2002年
- ルクセンブルク選手権デビュー　優勝（シクロクロス）

### 2003年
- ルクセンブルク選手権ジュニア　優勝（シクロクロス）

### 2004年
- ルクセンブルク選手権ジュニア　優勝（シクロクロス）

### 2005年
- ルクセンブルク選手権U23　優勝（シクロクロス）

### 2006年
- ルクセンブルク選手権U23　優勝（シクロクロス）

### 2007年
- ルクセンブルク選手権U23　優勝（シクロクロス）

### 2008年
- ルクセンブルク選手権　優勝（シクロクロス）
- ルクセンブルク選手権U23　3位（ロードレース）

### 2009年
- ルクセンブルク選手権　優勝（シクロクロス）

### 2010年
- フレッシュ・デュ・スュド（英語版）　区間優勝（第1ステージ）
- フロット・プライス・スタット・ゾテヘム　2位
- ルクセンブルク選手権　優勝（シクロクロス）

### 2011年
- ルクセンブルク選手権　優勝（シクロクロス）

### 2012年
- フロット・プライス・スタット・ゾテヘム　2位
- スハール・セルス　3位

### 2013年
- ルクセンブルク選手権　3位（ロードレース）
- グランプリ・ディスベルグ　3位

### 2014年
- ツール・ド・ルクセンブルク　総合2位

### 2015年
- ルクセンブルク選手権　2位（個人タイムトライアル）
- ライドロンドン＝サリー・クラシック（英語版） 優勝
- ブエルタ・ア・エスパーニャ　区間優勝（第1ステージ・チームタイムトライアル）

### 2016年
- ティレーノ〜アドリアティコ　区間優勝（第1ステージ・チームタイムトライアル）
- ツール・ド・ルクセンブルク　区間優勝（第1ステージ）
- ルクセンブルク選手権　2位（個人タイムトライアル）
- ブエルタ・ア・エスパーニャ　区間優勝（第16ステージ）

### 2017年
- ツール・ド・ルクセンブルク　区間優勝（第1ステージ）
- ルクセンブルク選手権　優勝（個人タイムトライアル）
- ツール・ド・ワロニー　区間優勝（第4ステージ）